# نقيطة
قرية نقيطة هي إحدى القرى التابعة لمركز المنصورة في محافظة الدقهلية في جمهورية مصر العربية. حسب إحصاءات سنة 2006، بلغ إجمالي السكان في نقيطة 10882 نسمة، منهم 5693 رجل و5189 امرأة.

## التاريخ
قرية نقيطة من القرى القديمة، واسمها الأصلي وقت الفتح الإسلامي لمصر نكيتاس (بالإنجليزية: Necitas)‏، وقد وردت باسم منية نقيطة في أعمال المرتاحية ضمن قرى الروك الصلاحي التي أحصاها ابن مماتي في كتاب قوانين الدواوين، كما وردت باسم نقيطا في أعمال الدقهلية والمرتاحية ضمن قرى الروك الناصري التي أحصاها ابن الجيعان في كتاب «التحفة السنية بأسماء البلاد المصرية». وفي العصر العثماني كان اسمها في تربيع سنة 933هـ/1527م الذي أجراه الوالي العثماني سليمان باشا الخادم في عصر السلطان العثماني سليمان القانوني نقيطه ضمن قرى ولاية الدقهلية، وفي تاريخ 1228هـ/1813م الذي عدّ قرى مصر بعد المسح الذي قام به محمد علي باشا باسم نقيطة ضمن قرى مديرية الدقهلية.